# توماس إيفانز
توماس إيفانز (3 يونيو 1852 في المملكة المتحدة - 2 ديسمبر 1916 في المملكة المتحدة)  (بالإنجليزية: Thomas Evans)‏ هو لاعب كريكت بريطاني. لعب مع نادي مقاطعة ديربيشاير للكريكت ‏.